# Polynema vallis
Polynema vallis är en stekelart som först beskrevs av Soyka 1940.  Polynema vallis ingår i släktet Polynema och familjen dvärgsteklar. Inga underarter finns listade i Catalogue of Life.